# Nasi (mes)
Nasi era el primer mes del año en el calendario musulmán de los primeros años. Durante la yahiliyya o era de la ignorancia (tiempo anterior a Mahoma) el año en el calendario arábigo tenía 12 meses de 29 y de 30 días, y cada tres años se ajustaba al ciclo solar con un año de 13 meses, aunque la regla no era fija. Ese mes adicional era Nasi. El día 10 la gente elegía un cordero para sacrificarlo el 14 (exactamente, tras la puesta del sol del día 13). Esta celebración de cuatro días fue llamada Eid Qurbani.
Después del año 632 Nasi no volvió a ser incluido antes de Muharram, ya que en el 637 el califa Omar designó al calendario lunar de 12 meses como el oficial, y declaró que Muharram era el primer mes, coincidiendo el día 1 con la luna nueva posterior a la llegada del Profeta a Medina: el 20 de septiembre de 622. Desde entonces Nasi quedó como recuerdo histórico, pero la fiesta de Eid Qurbani mantuvo su importancia, ahora convertida en Eid al-Adha.
Para solucionar el desfase entre el año de 354 días (12 meses lunares) y el solar, en lugar del decimotercer mes se introdujo en el calendario el año bisiesto: en cada 30 años hay 11 bisiestos (kabisa). Este sistema ajusta a largo plazo el calendario al solar, aunque quedan desfasadas las estaciones. 